# Jati Karya
Jati Karya is een bestuurslaag in het regentschap Binjai van de provincie Noord-Sumatra, Indonesië. Jati Karya telt 8422 inwoners (volkstelling 2010).